# Danny Smith (friidrottare)
Danny Smith, född 15 maj 1952, död 14 februari 1983, var en friidrottare från Bahamas. Han deltog vid olympiska sommarspelen 1972 och olympiska sommarspelen 1976.